# Fontenoy (Aisne)
Fontenoy település Franciaországban, Aisne megyében. Lakosainak száma 470 fő (2022. január 1.). Fontenoy Ambleny, Berny-Rivière, Cuisy-en-Almont, Nouvron-Vingré, Osly-Courtil, Pernant, Ressons-le-Long és Tartiers községekkel határos.

## Népesség
A település népességének változása:
| Lakosok száma | 463  | 442  | 541  | 542  | 491  | 494  | 489  | 470  | 467  | 470  |
|               | 1968 | 1982 | 1990 | 2006 | 2013 | 2015 | 2017 | 2019 | 2020 | 2022 |